# Tirigan
Tirigan (sumero: 𒋾𒌷𒂵𒀀𒀭, Ti.ri₂.ga.a.an; nato nella prima metà del XXII sec. a.C. – Dubrum, ...) è stato il ventiduesimo e ultimo re della dinastia gutea nella Mesopotamia centro-meridionale.

## Biografia
Si hanno poche informazioni riguardo a questo sovrano guteo.
Venne sconfitto da Utukhegal di Uruk in una sola battaglia. Tirigan fuggì nella città di Dubrum dove però venne ucciso.
Con lui finì la dinastia gutea che fu seguita dalla Quinta dinastia di Uruk e poi dalla Terza dinastia di Ur.